# Ермаков, Вадим Константинович
Вадим Константинович Ермаков (1972, Спиридонова Буда, Брянская область — 1996, Черноречье, Чечня) — российский солдат, участник Первой чеченской войны в составе войсковой части № 3724 Северо-Кавказского округа внутренних войск Министерства внутренних дел Российской Федерации, Герой России (посмертно).

## Биография
Родился в селе Спиридонова Буда (ныне — в Злынковском районе Брянской области) в многодетной крестьянской семье (две старшие сестры, одна младшая). Отец работал шофёром в колхозе, потом стал начальником гаража спичечной фабрики в посёлке Вышков, куда переехала семья. С детства любил технику, обожал езду на мотоцикле «Иж». В школе активно занимался спортом, выделялся богатырским телосложением и добрым, отзывчивым характером.
После окончания в 1995 году Брянской сельскохозяйственной академии призван в армию.

## Подвиг
5 августа 1996 года подразделение Вадима по боевой тревоге было переброшено в Чечню. 10 августа штурмовая группа под командованием старшего лейтенанта Асхарбека Лолаева, в которой служил Вадим Ермаков, получила приказ очистить от боевиков санаторий в поселке Черноречье. В результате внезапного нападения освободить первый этаж удалось с лёгкостью; второй отбили, поднимаясь вместо разрушенной лестницы по шахте лифта. Получив по рации сообщение о грядущем авиаударе, комбат приказал собрать бойцов на первом этаже. Одна из ракет и вправду угодила в верхние этажи здания.
Однако после бомбардировки боевики активизировались: из леса появилась большая группа бандитов, открывшая огонь и ранившая Лолаева. Тот приказал солдатам отступать, сам же решил остаться прикрывать. Влетевшая в здание граната контузила старшего лейтенанта, прикрытие отхода взял на себя Вадим Ермаков. Прорвавшиеся в здание боевики заметно оттеснили бойцов-федералов.
Выстрелом из огнемёта «Шмель» Вадим сумел обеспечить выход группы из окружения. Под обрушившимися от взрыва балками погиб Асхарбек Лолаев; Вадим Ермаков и ещё двое солдат оказались отрезаны от отступления. Окружавшие приняли Вадима за главного, за контрактника, и стали избивать. Совершенно измождённый, он сумел выхватить у боевиков гранату и сорвать чеку. Террористы надругались над телом Вадима. Двух других солдат впоследствии удалось освободить.
Вадим Ермаков похоронен на родной Брянщине. Указом Президента Российской Федерации № 331 от 30.03.1998 ему присвоено звание Героя России.

## Память

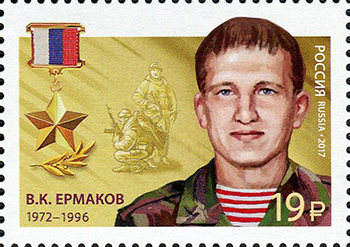
Почтовая марка России, 2017 год

- Навечно зачислен в списки личного состава воинской части[2].
- 23 марта 2017 года почтой России была выпущена почтовая марка из серии «Герой Российской Федерации» с изображением В. К. Ермакова. К выпуску марки также был подготовлен конверт первого дня и штемпель специального гашения для Москвы и Владикавказа.